# FIS Marathon Cup 2009/2010
Sezon 2009/2010 FIS Marathon Cup rozpoczął się 13 grudnia 2009 roku włoskim maratonem La Sgambeda, a zakończył 20 marca 2010 roku norweskim Birkebeinerrennet.
Obrońcami tytułu byli: Szwedka Jenny Hansson wśród kobiet oraz Włoch Marco Cattaneo wśród mężczyzn. W tym sezonie Hansson obroniła wywalczony rok wcześniej tytuł, a wśród mężczyzn zwyciężył inny reprezentant Włoch - Fabio Santus.

## Kalendarz i wyniki

### Kobiety
| Lp  | Data             | Zawody                          | Dystans             | 1. miejsce           | 2. miejsce                | 3. miejsce           |
| --- | ---------------- | ------------------------------- | ------------------- | -------------------- | ------------------------- | -------------------- |
| 1.  | 13 grudnia 2009  | Livigno - La Sgambeda           | 42 km s. dowolnym   | Wałentyna Szewczenko | Antonella Confortola      | Julija Czekalowa     |
| 2.  | 10 stycznia 2010 | Bedřichov - Jizerská Padesátka  | 50 km s. klasycznym | Sandra Hansson       | Jenny Hansson             | Susanne Nyström      |
| 3.  | 24 stycznia 2010 | Lienz - Dolomitenlauf           | 42 km s. dowolnym   | Jenny Hansson        | Natascia Leonardi Cortesi | Tatjana Mannima      |
| 4.  | 31 stycznia 2010 | Predazzo - Marcialonga          | 70 km s. klasycznym | Jenny Hansson        | Sandra Hansson            | Susanne Nyström      |
| 5.  | 14 lutego 2010   | Lamoura - Transjurassienne      | 76 km s. dowolnym   | Susanne Nyström      | Natascia Leonardi Cortesi | Pia Sundstedt        |
| 6.  | 21 lutego 2010   | Otepää - Tartu Maraton          | 63 km s. klasycznym | Sandra Hansson       | Jenny Hansson             | Anu Tähtinen         |
| 7.  | 27 lutego 2010   | Hayward - American Birkebeiner  | 52 km s. dowolnym   | Rebecca Dussault     | Tazlina Mannix            | Brooke Gosling       |
| 8.  | 67 marca 2010    | Sälen - Vasaloppet              | 90 km s. klasycznym | Susanne Nyström      | Sandra Hansson            | Sofia Bleckur        |
| 9.  | 14 marca 2010    | Samedan - Engadin Skimarathon   | 42 km s. dowolnym   | Susanne Nyström      | Seraina Mischol           | Selina Gasparin      |
| 10. | 20 marca 2010    | Lillehammer - Birkebeinerrennet | 54 km s. klasycznym | Jenny Hansson        | Karianne Bjellånes        | Antonella Confortola |

### Mężczyźni
| Lp  | Data             | Zawody                          | Dystans             | 1. miejsce           | 2. miejsce          | 3. miejsce           |
| --- | ---------------- | ------------------------------- | ------------------- | -------------------- | ------------------- | -------------------- |
| 1.  | 13 grudnia 2009  | Livigno - La Sgambeda           | 42 km s. dowolnym   | Siergiej Szyriajew   | Fabio Santus        | René Sommerfeldt     |
| 2.  | 10 stycznia 2010 | Bedřichov - Jizerská Padesátka  | 50 km s. klasycznym | Oskar Svärd          | Thomas Alsgaard     | Stanislav Řezáč      |
| 3.  | 24 stycznia 2010 | Lienz - Dolomitenlauf           | 42 km s. dowolnym   | Fabio Santus         | Tobias Angerer      | Marco Cattaneo       |
| 4.  | 31 stycznia 2010 | Predazzo - Marcialonga          | 70 km s. klasycznym | Oskar Svärd          | Jerry Ahrlin        | Jørgen Aukland       |
| 5.  | 14 lutego 2010   | Lamoura - Transjurassienne      | 76 km s. dowolnym   | Christophe Perrillat | Mathias Fredriksson | Fabio Santus         |
| 6.  | 21 lutego 2010   | Otepää - Tartu Maraton          | 63 km s. klasycznym | Anders Aukland       | Jörgen Brink        | Oskar Svärd          |
| 7.  | 27 lutego 2010   | Hayward - American Birkebeiner  | 52 km s. dowolnym   | Fabio Santus         | Tad Elliott         | Chris Cook           |
| 8.  | 67 marca 2010    | Sälen - Vasaloppet              | 90 km s. klasycznym | Jörgen Brink         | Daniel Tynell       | Stanislav Řezáč      |
| 9.  | 14 marca 2010    | Samedan - Engadin Skimarathon   | 42 km s. dowolnym   | Dario Cologna        | Daniel Tynell       | Christophe Perrillat |
| 10. | 20 marca 2010    | Lillehammer - Birkebeinerrennet | 54 km s. klasycznym | Jørgen Aukland       | Stanislav Řezáč     | Simen Østensen       |

## Klasyfikacje
| Lp. | Zawodnik                  | Punkty |
| --- | ------------------------- | ------ |
| 1.  | Jenny Hansson             | 600    |
| 2.  | Susanne Nyström           | 510    |
| 3.  | Sandra Hansson            | 360    |
| 4.  | Nina Lintzén              | 226    |
| 5.  | Natascia Leonardi Cortesi | 210    |
| 6.  | Antonella Confortola      | 140    |
| 7.  | Rebecca Dussault          | 100    |
| 7.  | Wałentyna Szewczenko      | 100    |
| 9.  | Tatjana Mannima           | 96     |
| 10. | Karianne Bjellånes        | 80     |
| 10. | Tazlina Mannix            | 80     |
| 10. | Seraina Mischol           | 80     |

| Lp. | Zawodnik            | Punkty |
| --- | ------------------- | ------ |
| 1.  | Fabio Santus        | 417    |
| 2.  | Oskar Svärd         | 380    |
| 3.  | Marco Cattaneo      | 317    |
| 4.  | Stanislav Řezáč     | 300    |
| 5.  | Anders Aukland      | 245    |
| 6.  | Daniel Tynell       | 225    |
| 7.  | Bruno Carrara       | 216    |
| 8.  | Mathias Fredriksson | 203    |
| 9.  | Jörgen Brink        | 190    |
| 10. | Sergio Bonaldi      | 186    |
| 11. | Jørgen Aukland      | 184    |
| 12. | Thomas Alsgaard     | 161    |